# Dãy núi Khoridol Saridag

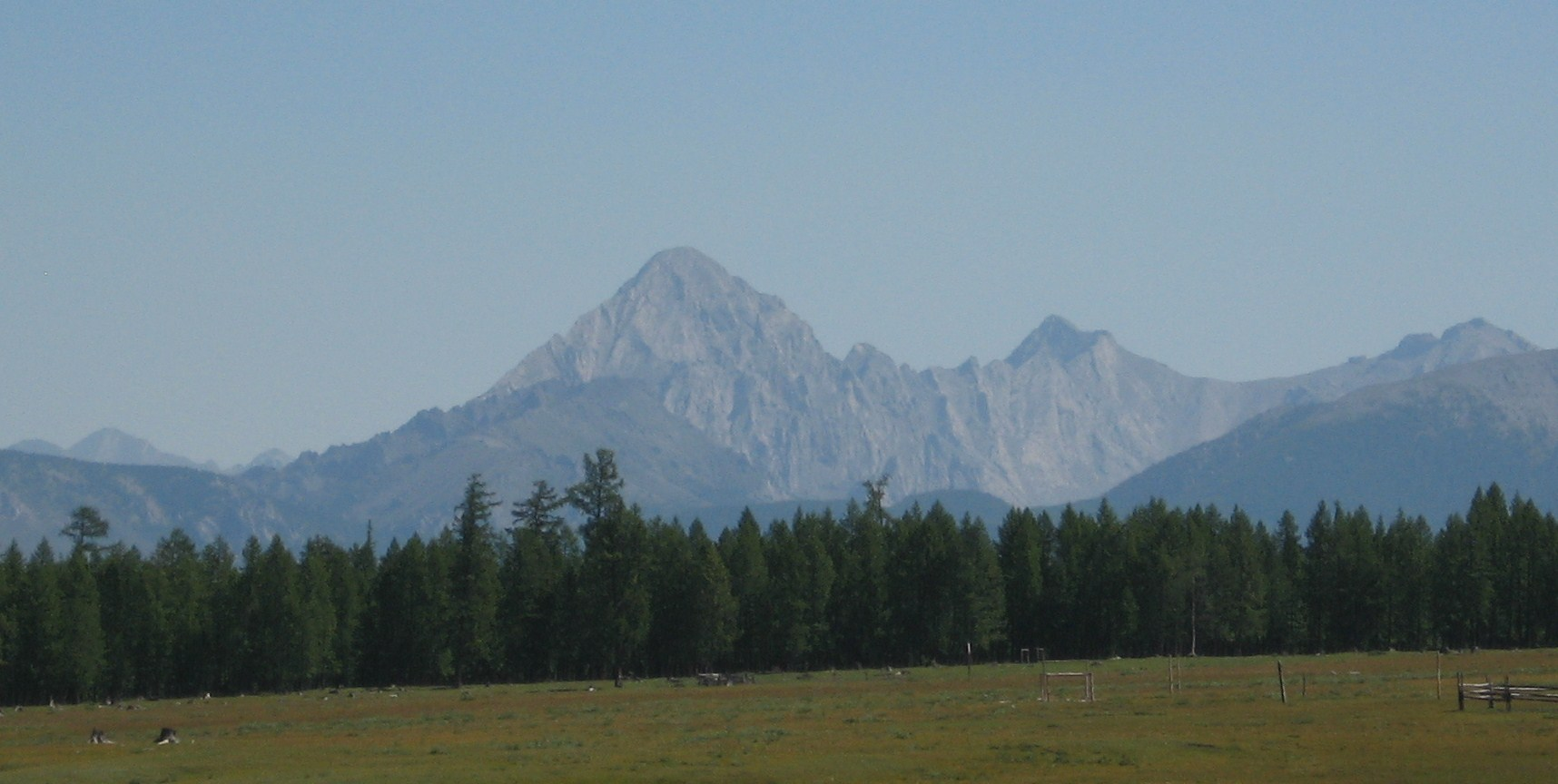
Delgerkhaan (3093 m) ngọn núi cao nhất của dãy

Dãy núi Khoridol Saridag (tiếng Mông Cổ: Хорьдол Сарьдагийн нуруу, Khoridol Saridagiin nuruu) là một dãy núi dài 150 km ở tỉnh Khövsgöl, Mông Cổ, giữa hồ Khövsgöl và thung lũng Darkhad. Dãy núi bao phủ các phần của các sum Renchinlkhümbe, Ulaan-Uul và Alag-Erdene. Núi cao nhất là Delgerkhaan (3093 m), hai dãy núi đáng chú ý khác là Ikh-Uul (2961 m) và Uran Dösh Uul (2702 m) trên bờ hồ Khövsgöl.
Các ngọn núi dọc theo hồ rất giàu photphorit và trong những năm 1980, công việc thăm dò mở rộng đã được thực hiện để khai thác mỏ lộ thiên. Những con đường được xây dựng trong thời gian đó và những dấu tích khác, vẫn có thể nhìn thấy trên khắp khu vực. Tuy nhiên, do những thay đổi chính trị và kinh tế đầu những năm 1990 ở Mông Cổ và Nga, những dự án đó đã bị hủy bỏ. Năm 1997, một khu vực bảo vệ rộng 1886 km² được thành lập.

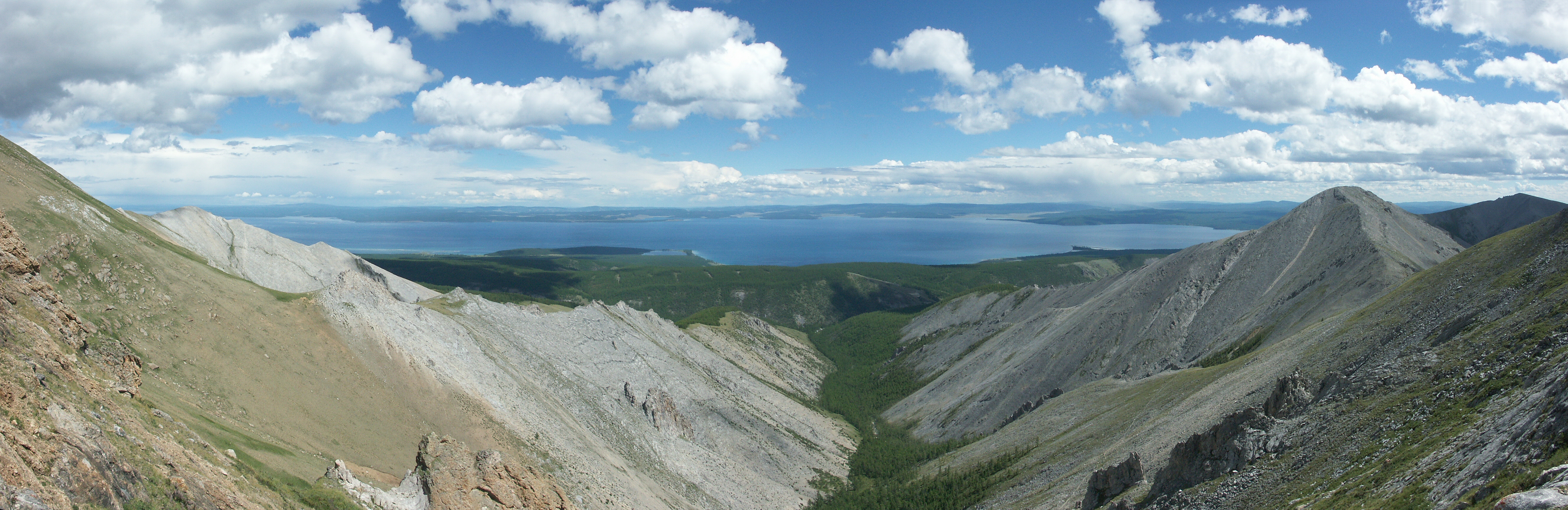
Nhìn từ hồ Khövsgöl